# Pogoeffekt

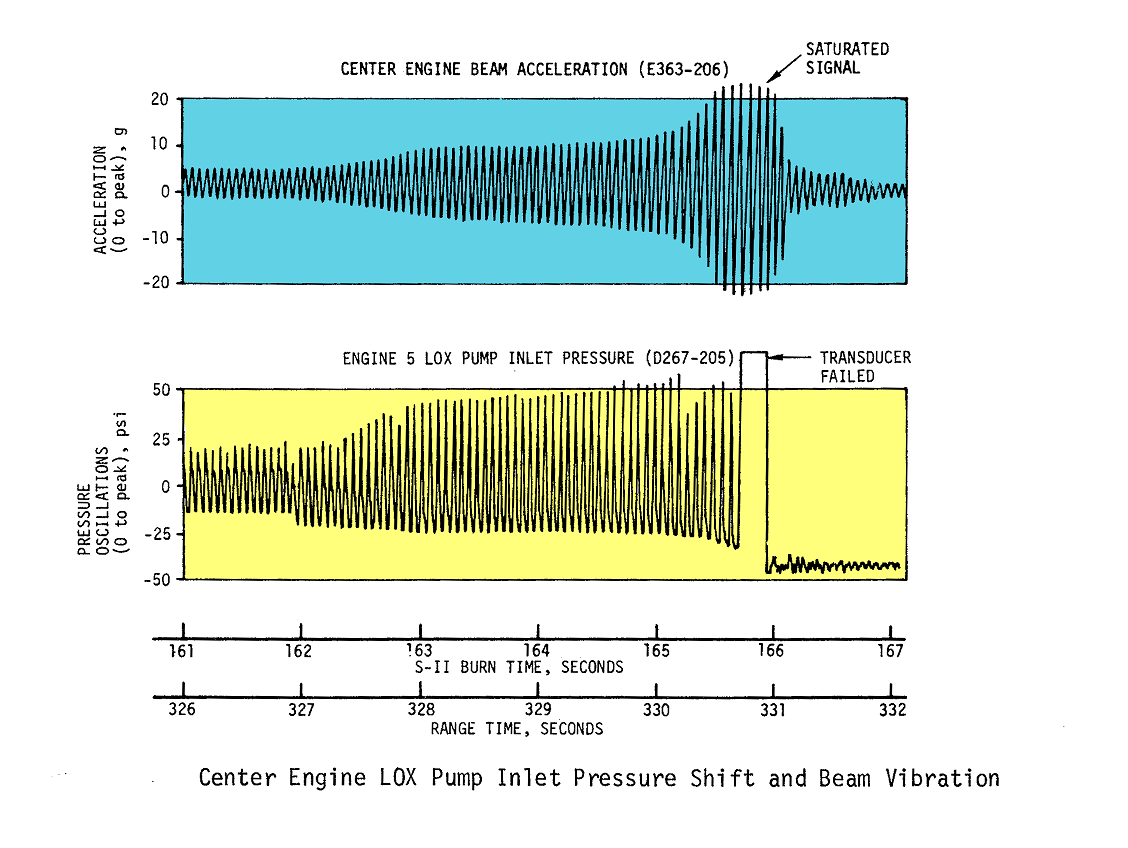

Der Pogoeffekt ist eine resonante Schwankung der Triebwerksleistung bei Flüssigkeitsraketen während des Fluges. Ausgelöst werden kann eine solche Schwingung durch Druckänderungen im Triebwerk, die dann zu erhöhtem Treibstoffdurchsatz (steigendem Brennkammerdruck) oder reduziertem Treibstoffdurchsatz (sinkendem Brennkammerdruck) führen können, was wiederum eine Druckänderung nach sich zieht. Trifft eine solche Schwingung eine Resonanzfrequenz der Gesamtstruktur oder des Treibstoffsystems, so kann sich die Schwingung so weit verstärken, dass sich das Fahrzeug dadurch selbst zerstört.
Der Pogoeffekt hat seinen Namen vom Englischen pogo stick (Springstock).

## Geschichte
Etliche Totalverluste von unbemannten Trägerraketen, besonders in den 1950er und frühen 1960er Jahren, waren auf das Auftreten des Pogoeffekts zurückzuführen. Die ersten sowjetischen Lunik-Raketen Luna 1958A und Luna 1958B, die im Herbst 1958 den Mond erreichen sollten, versagten ebenfalls wegen entsprechend starker Längsschwingungen, ehe ein Dämpfer in der Sauerstoffleitung die Auswirkungen bei weiteren Raketen minimieren konnte.
Die erste und zweite Stufe der Saturn-V-Rakete waren anfällig für den Pogoeffekt, da jeweils das mittlere Triebwerk der fünf kreuzförmig angeordneten Triebwerke dieser Stufen nicht direkt mit der starren Außenstruktur der Stufe verbunden war und damit zu Schwingungen neigte, die sich auf die Treibstoffleitungen auswirkten. Dies führte zu Problemen beim unbemannten Testflug von Apollo 6. Auch die vorzeitige Abschaltung des inneren Triebwerks der zweiten Stufe beim Flug von Apollo 13 ging auf den Pogoeffekt zurück, der darüber hinaus folgenlos blieb.

## Abhilfemaßnahmen
Systemtheoretisch handelt es sich beim Pogoeffekt um eine positive Rückkopplung. Durch die Beschleunigung der Rakete in Längsrichtung erhöht sich der Druck in den Treibstoffleitungen und damit die Antriebsleistung, bis aufgrund der elastischen Aufhängung des Triebwerks ein Maximalwert erreicht wird und die Wirkung umgekehrt wird. Eine mögliche Maßnahme zur Dämpfung besteht im Hinzufügen eines Ausdehnungsgefäßes in der Treibstoffleitung. Damit entsteht regelungstechnisch gesehen eine Tiefpasswirkung für höhere Frequenzen, so dass die Kreisverstärkung der Rückkopplung reduziert wird.
Im Fall der Saturn-V-Rakete wurden zusätzlich die zu Resonanzen neigenden mittleren Triebwerke in bestimmten Flugzuständen abgeschaltet. Die Leistungseinbuße wurde dadurch abgefangen, dass die entsprechende Stufe länger betrieben wurde.